# Walther PPK

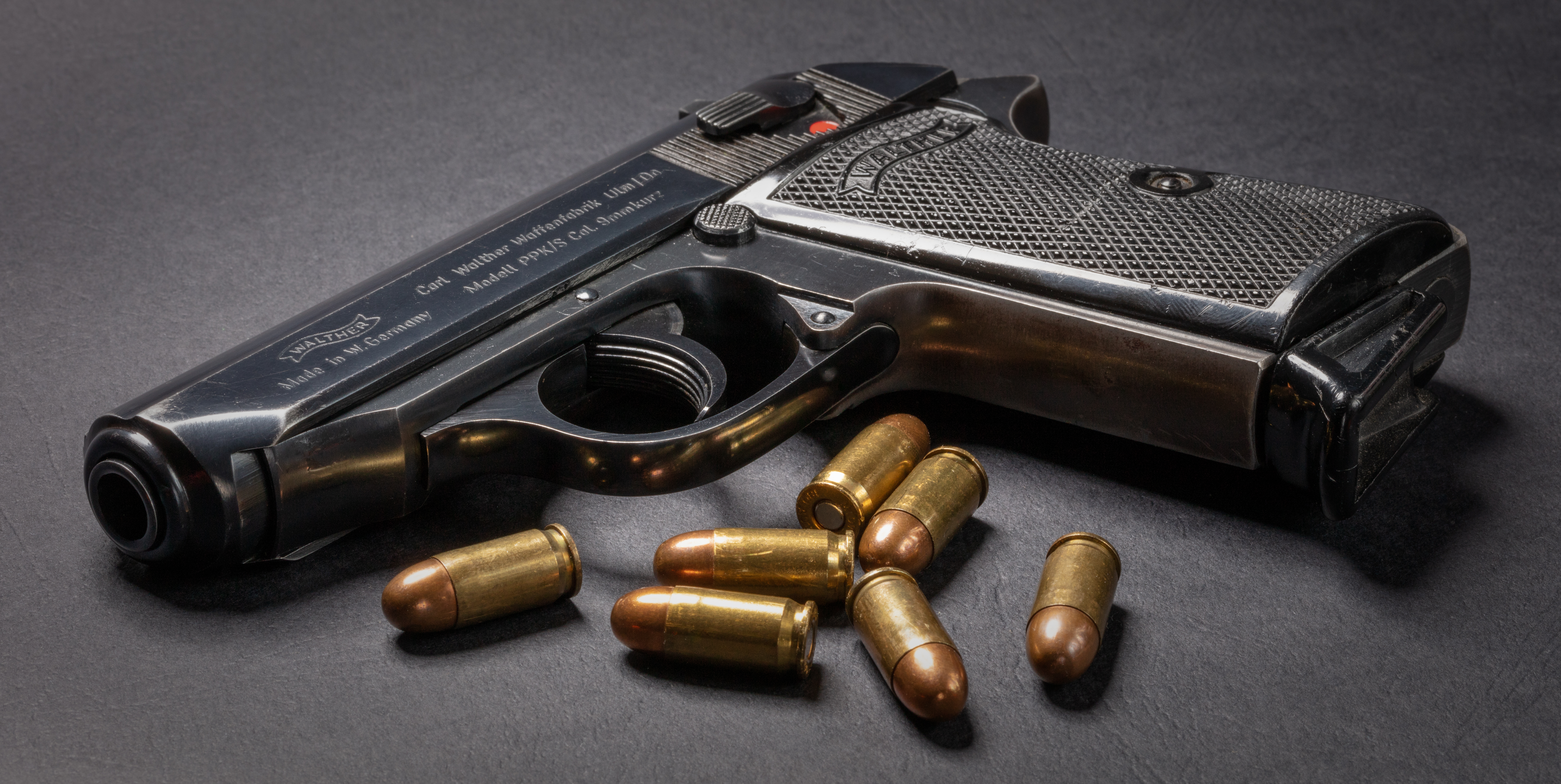
Walther PPK con alcune munizioni da 9 mm

La Walther PPK è una pistola semiautomatica di fabbricazione tedesca, resa famosa per lo più dai film di James Bond, l'agente 007 che cominciò ad usarla al posto della Beretta mod.1934 di cui era dotato inizialmente e che fu costretto a sostituire nel film “Licenza di uccidere”, il primo della serie.

## Storia
Prodotta dalla Carl Walther GmbH Sportwaffen il modello PPK, creato nel 1931, è una variante della Walther PP introdotta nel 1929, dalla quale si distingue per le dimensioni e un peso più ridotti. Questa pistola era ampiamente usata nella Germania nazionalsocialista, da polizia ed esercito ed è rimasta fino al 1972 la pistola d'ordinanza delle forze di pubblica sicurezza.
Il nome dei due modelli viene normalmente considerato l'acronimo di Polizei Pistole e Polizei Pistole Kurz o Polizei Pistole Kriminal.
Dopo la guerra la produzione di queste due pistole fu ripresa in Francia sotto licenza tedesca dalle fabbriche Manurhin. Più tardi la produzione della PP, della PPK e della PPK\S tornò in Germania alle industrie Walther a Ulma (prima della guerra le fabbriche avevano sede a Zella-Mehlis) e queste pistole ebbero largo uso fra la popolazione civile, la polizia e fra molti ufficiali di diversi eserciti europei come arma di difesa personale.
Copie molto simili della PP, della PPK e della PPK\S furono costruite dopo la guerra dalla Germania Est, dall'Ungheria, dalla Romania, dalla Turchia e dagli Stati Uniti. 
Attualmente queste pistole sono prodotte solamente nei calibri 9 mm Browning e 22 LR, dalla Smith & Wesson su licenza della Walther.

## Caratteristiche
Walther PP (7,65mm/9mm/22L.R.)
- Lunghezza: 17 cm
- Lunghezza della canna: 9,8 cm
- Altezza: 10,9 cm
- Larghezza: 3 cm
- Peso con caricatore vuoto: 0,660 kg/0,665 kg
- Alimentazione: 8 colpi (7,65 Browning), 7 colpi (9 mm Browning), 9 colpi (22 L.R.)

Walther PPK (7,65mm/9mm/22L.R.)
- Lunghezza: 15,5 cm
- Lunghezza della canna: 8,3 cm
- Altezza: 10 cm
- Larghezza: 2,5 cm
- Peso con caricatore vuoto: 0,590 kg
- Alimentazione: 7 colpi (7,65 Browning) / 6 colpi (9 mm Browning) / 9 colpi (22L.R.)

## Versione speciale
La Walther PPK/S nacque non subito dopo la guerra, bensì qualche decennio dopo (inizio anni '80), quando negli Stati Uniti d'America venne promulgata una legge che poneva una serie di limiti dimensionali e di peso alle armi di importazione. Walther risolse il problema assemblando il carrello della PPK sul castello della PP.
La PPK/L è una variante alleggerita della PPK, grazie ad un castello in alluminio. A causa del peso più contenuto, è camerata solo per le cartucce 7,65 mm Browning e .22 LR, le quali hanno rinculo minore.

## La PPK nella cultura di massa
- In ambito cinematografico:
  - la Walther PPK è una delle armi ricorrenti di James Bond, comparendo in tutti i film ad eccezione di Casino Royale nel quale l'agente 007 adotta la Walther P99[6]); sostituì, nel primo film della serie, la Beretta mod.1934 di cui era dotato Bond.
  - In Taxi Driver con Robert De Niro è una delle quattro pistole che Travis Bickle compra da un losco individuo in una camera di hotel.
- In ambito letterario, nello specifico nel romanzo It di Stephen King, la pistola che Bill Denbrough sottrae di nascosto al padre è una Walther PPK. Il ragazzino infatti si introduce con l'amico Richie Tozier all'interno della casa di Neibolt Street, per provare ad uccidere il mostro con quest'arma.
- In ambito televisivo:
  - la Walther PPK, in calibro 7,65 mm, in quanto arma di ordinanza della Polizia Criminale della Germania Ovest, è stata l'arma degli ispettori Derrick e Klein nella serie televisiva tedesca L'ispettore Derrick
  - la utilizza il personaggio di James Trivette nella serie televisiva Walker Texas Ranger
- In ambito storico: la Walther PPK fu l'arma con cui il dittatore Adolf Hitler si suicidò all'interno del suo bunker.